# Heavenly Sword
Heavenly Sword (La Espada Celestial) es un videojuego de PlayStation 3 del 2007. El juego de Ninja Theory ofrece combates parecidos a los vistos en God of War o Ninja Gaiden y una historia épica.

## Argumento
Heavenly Sword relata la historia de Nariko, una heroína maldita que desea vengar a su gente, un clan guerrero prácticamente destruido por el tirano rey Bohán. Si Nariko hubiera nacido varón se habría cumplido la profecía de que un guerrero celestial conduciría al clan a un glorioso futuro. 
A pesar de todo, Shen, su padre, la entrenó en las artes de la guerra y le transmitió las habilidades y el pensamiento de un guerrero. Cuando su padre es capturado por Bohan, a Nariko solo le queda una opción, empuñar la Espada Celestial. 
La espada es el tesoro más apreciado y protegido del clan, un arma enormemente poderosa que otorga a su portador el poder de aterrorizar a sus adversarios y derrotar ejércitos. 
Sin embargo, solo una deidad puede blandir el arma; su fuerza absorbe la vida de cualquier mortal que la empuñe. Al tomar el arma para rescatar a su padre y salvar los últimos vestigios de su clan, Nariko ha sellado su futuro.

## Personajes
- Nariko: Nariko significa "trueno" en japonés. Fuerte pero vulnerable, bella pero trágica; Nariko es una heroína paradójica. Se anunció su nacimiento, se maldijo su llegada. Como hija del jefe, se entrenó en todas las artes de guerra. Como destructora de la esperanza, el clan la marginó. Aun así, Nariko era la única esperanza del clan cuando los ejércitos del tirano Rey Bohan azotan sus tierras. Empeñada en exterminar a Bohan, buscó el poder definitivo de la Espada Celestial, aún sabiendo que su inmenso poder le podría costar caro.

- Bohan: Cree que es un enviado del cielo que ha sido enviado para gobernar sobre lo que él cree que es una tierra dividida poblada por salvajes. Mientras su ejército hace estragos en el campo, Bohan llega a convencerse de que capturar la mítica Espada Celestial simbolizaría su dominio sobre la población. Pero lo que había empezado como un capricho se convierte rápidamente en una obsesión.

- Kai: Es la única superviviente de un clan. Su infantilismo a sus 18 años es fruto de un fuerte trauma causado por la muerte de su madre delante de ella a manos de fliying fox. Cuando Nariko la encontró, la adoptó como hermana pequeña,Sin saber que enrealidad es su hermana menor rechazada por Shen, El Jefe. Kai tiene apariencia felina y agilidad de tal, supuestamente porque su clan, tiene esas dotes mitad bestias mitad humanas . Kai a pesar de ser una 'Gatita Indefensa' sabe protegerse por sí misma.